# Wezwanie ołtarzowe

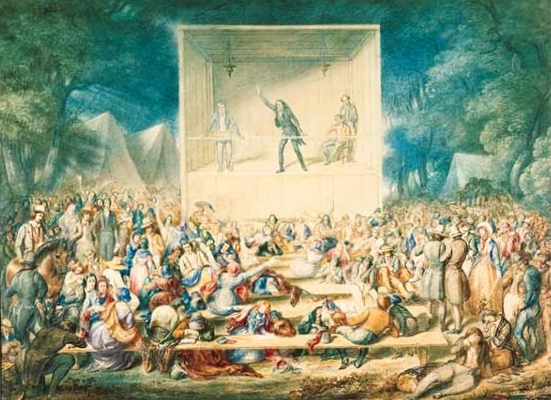
Obraz ewangelizacji metodystycznej z roku 1839 ukazujący kaznodzieję wzywającego wiernych do oddania życia Chrystusowi

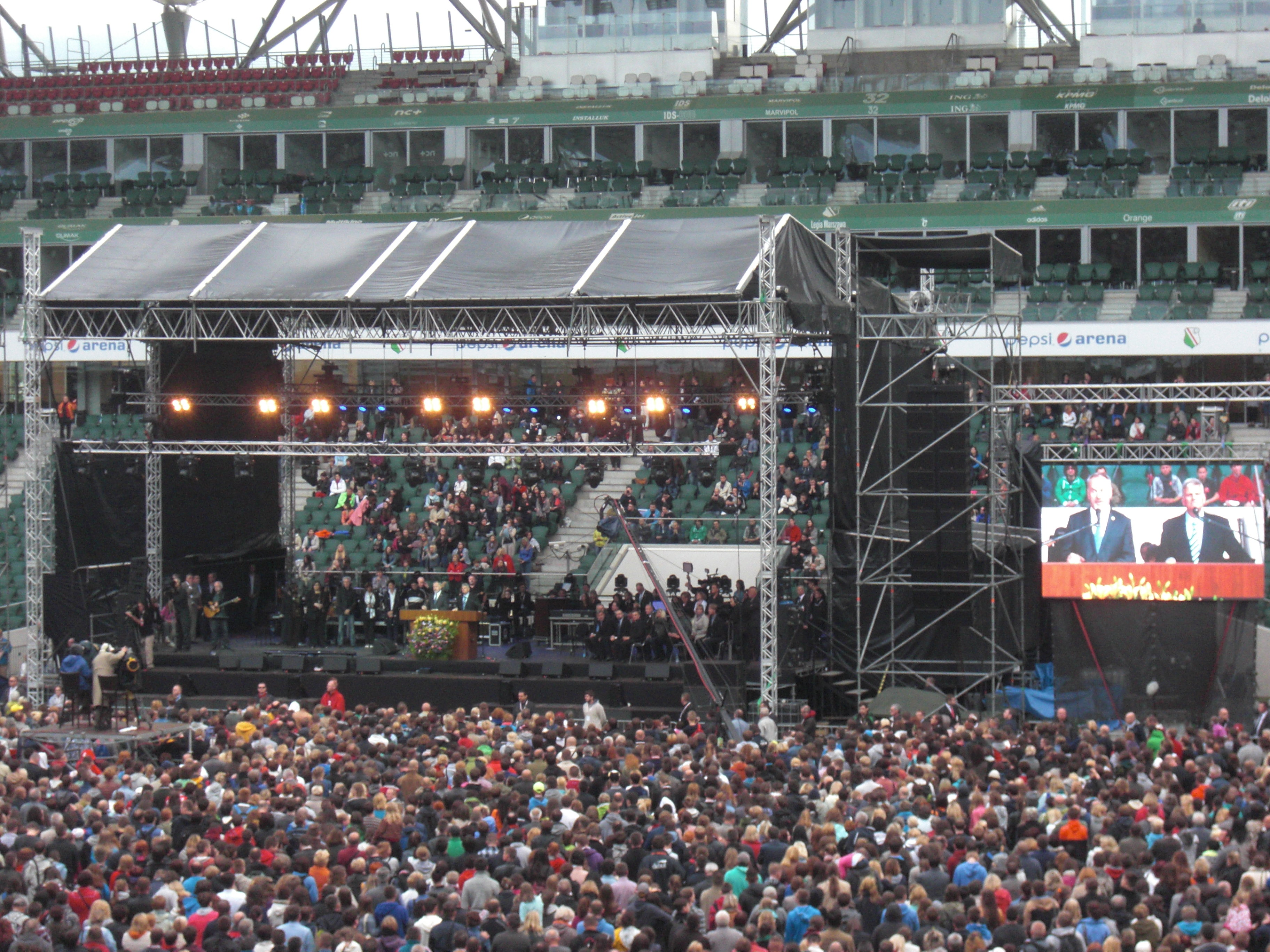
Wierni, którzy odpowiedzieli na wezwanie ewangelisty, by „wyjść do przodu” podczas Festiwalu Nadziei na Stadionie Legii w Warszawie (14 czerwca 2014)

Wezwanie ołtarzowe (ang. Altar call), wezwanie do ołtarza (ang. calling to the altar) zwane też publicznym zaproszeniem (ang. Public invitation) – rozpowszechniona w ewangelikalizmie, począwszy od końca XVIII wieku, praktyka wzywania uczestników zgromadzeń ewangelizacyjnych do natychmiastowego podejścia do miejsca, z którego wygłaszane jest orędzie ewangelizacyjne. Fizyczny i publiczny akt „wyjścia do przodu”, który stanowi element tego rytuału, ma być wyrazem akceptacji jednostki dla usłyszanego przekazu oraz woli „przyjęcia Chrystusa”, „oddania się Chrystusowi”, „przyjęcia zbawienia”. Osoby, które zareagowały w ten sposób gromadzą się następnie wokół ewangelisty lub jego współpracowników, odbywają modlitwę, rozmowę duszpasterską, otrzymują wskazówki do dalszego życia. Choć w nazwie tego obrzędu występuje pojęcie „ołtarza”, to w większości miejsc wykorzystywanych na zgromadzenia ewangelizacyjne brak jest miejsca uznawanego za „ołtarz” w nauczeniu religijnym (protestantyzm nie używa pojęć „świętych miejsc” i „kapłaństwa” w rozumieniu rzymsko-katolickim).

## Geneza
Najwcześniejsi kaznodzieje ewangelikalizmu jak George Whitefield, Jonathan Edwards i John Wesley nie znali i nie stosowali tej praktyki. Wzywali słuchaczy do oddania się Chrystusowi w wierze, udzielali im porad duchowych, lecz nie wymagali publicznych, fizycznych aktów właściwych omawianemu obrzędowi.
Pierwsze dowody na stosowanie przez duchownych anglosaskich praktyki wezwania ołtarzowego pochodzą z końca XVIII wieku, lecz szeroko rozpowszechniła się ona podczas Drugiego Wielkiego Przebudzenia w Ameryce (Second Great Awakening in America). Realizowana była zwłaszcza w trakcie tzw. spotkań obozowych (camp meetings), rejonowych kilkudniowych zgromadzeń religijnych, urządzanych na otwartym terenie (uczestnicy zjeżdżali się zwykle z okolicznych miejscowości wozami i tworzyli na miejscu obozowisko), podczas których odbywały się nabożeństwa ewangelizacyjne. Spotkania obozowe organizowano intensywnie już około roku 1800 w takich stanach jak Kentucky i Tennessee i były wspólnym przedsięwzięciem różnych wspólnot protestanckich (głównie metodystów, baptystów, prezbiterian i uczniów Chrystusa). Na skutek urządzania spotkań obozowych i stosowania wezwania ołtarzowego szczególnego rozwoju doznał w XIX wieku w USA ruch metodystyczny.
Rozpowszechnienie praktyki wezwania do ołtarza przez metodystów skłoniło Charlesa Grandisona Finneya (1792-1875) do uznania jej za niezbędny element dobrze zorganizowanej masowej ewangelizacji. Jej stosowanie miało zapewniać skuteczne nawrócenie poddających się jej osób. W jego opinii wezwania ołtarzowe „jest konieczne, by wyrwać [grzeszników] z masy bezbożników ku publicznemu porzuceniu ich grzesznych dróg”.
W XX wieku obrzęd ten szeroko stosował Billy Graham. Podczas swoich ewangelizacji przykładowo w następujący sposób zachęcał zgromadzonych w audytoriach ludzi, by włączyli się w tę praktykę: „Wy tam u góry, wy tam na dole, chciałbym, abyście przyszli. Jeśli jesteście z przyjaciółmi i bliskimi, oni na was poczekają. Autobusy też na was poczekają. Chrystus przeszedł długą drogę prowadzącą Go na krzyż, ponieważ was ukochał. Z pewnością możecie przejść tych kilka kroków i powierzyć Mu swoje życie.”.
W Polsce omawiana praktyka była nieodłączną częścią obrzędowości związanej z działalnością misyjną Kościołów ewangelikalnych i innych środowisk protestanckich hołdujących tej pobożności. Najbardziej spektakularnymi przykładami jej stosowania były zgromadzenia ewangelizacyjne w ramach kampanii misyjnej Billy Grahama w 1978 (także w świątyniach katolickich), nabożeństwa ewangelizacyjne w trakcie Tygodni Ewangelizacyjnych w Dzięgielowie, ewangelizacja ProChrist z udziałem Ulricha Parzanego w 2008 w Katowicach oraz urządzony w 2014 z udziałem Franklina Grahama „Festiwal Nadziei”.

## Kontrowersje
Praktyka wezwania ołtarzowego spotyka się z krytyką w łonie samego ewangelikalizmu, jak i ze strony środowisk zewnętrznych. Niektórzy kalwińscy ewangelikałowie twierdzą, iż omawiany rytuał wyrabia w wiernych mylne przekonanie, iż sam ten akt zapewnia człowiekowi nowonarodzenie. Część baptystów dystansuje się od tej praktyki głosząc, iż według danych Nowego Testamentu właściwą formą publicznego wyrażenia decyzji o przyjęciu Chrystusa jest chrzest na wyznanie wiary.